# 国友豊
国友 豊（くにとも ゆたか、1948年 - ）は、日本の経営学者。

## 概要
西南学院大学卒業後、日本文理大学商経学部助教授、広島女子商短期大学助教授を経て、教授。2000年（平成12年）広島安芸女子大学（のち立志舘大学）教授。2003年（平成15年）同大学が閉学に伴い、広島文化学園大学教授。

## 主な著書
- 生産管理実務演習
- 経営工学概説
- 基本生産管理用語事典
- 下請企業の生産管理対策 改訂版（共著）など

| スタブアイコン | サブスタブ | この項目は、まだ閲覧者の調べものの参照としては役立たない、人物に関連した書きかけの項目です。この項目を加筆・訂正などしてくださる協力者を求めています（P:人物伝/PJ:人物伝）。 |